# Husniddin Norbekov

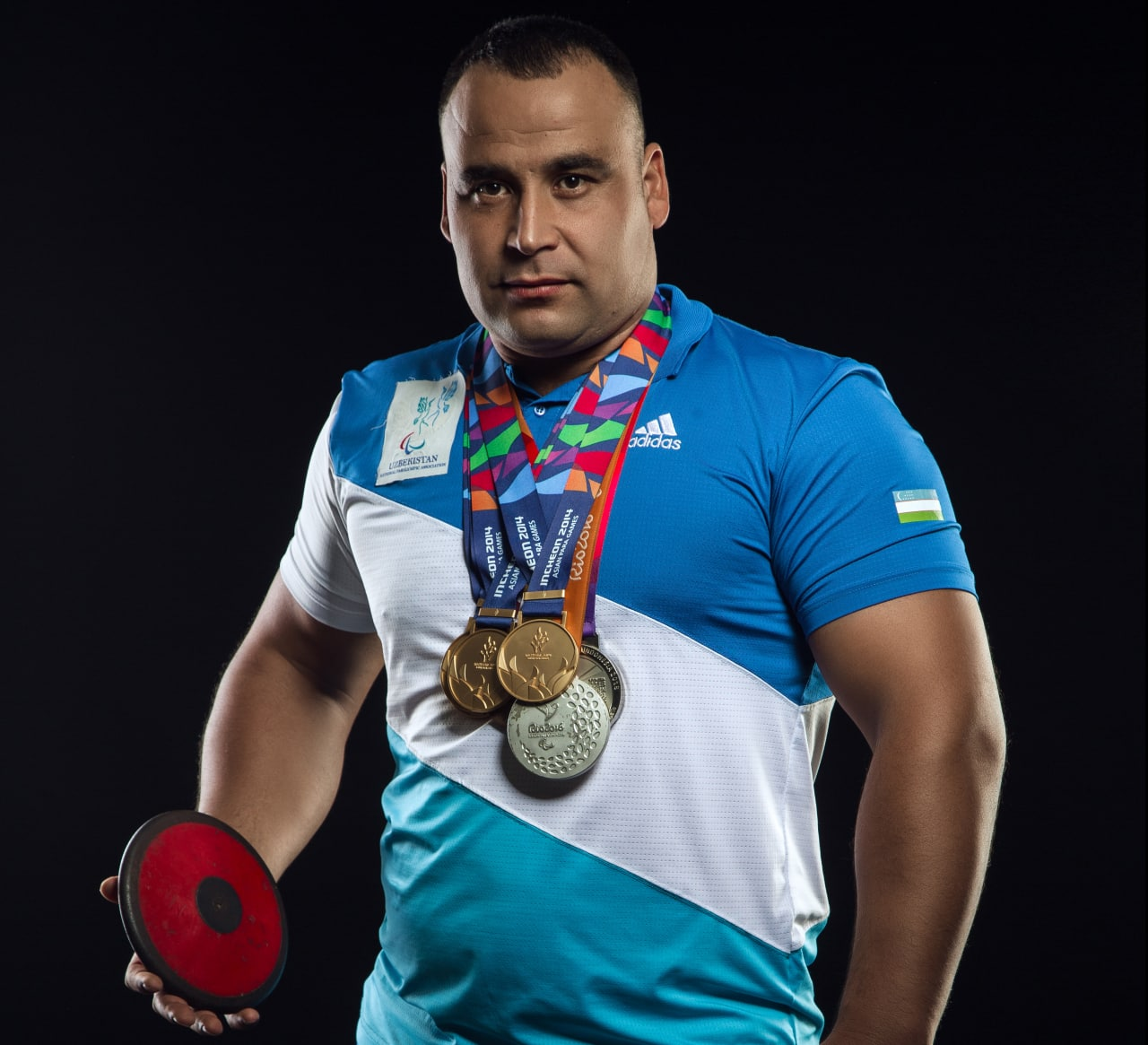
Husniddin Norbekov

Husniddin Qilichboyevich Norbekov (kyrillisch Ҳусниддин Қиличбоевич Норбеков, russisch Хусниддин Киличбоевич Норбеков Chusniddin Kilitschbojewitsch Norbekow, geboren am 23. Mai 1987 in Navoiy, Usbekische SSR) ist ein ehemaliger usbekischer paralympischer Leichtathlet, der sich auf Diskuswurf und Kugelstoßen spezialisiert hat und Mitglied der usbekischen Nationalmannschaft war. Er ist Sieger bei den Sommer-Paralympics 2016 und den Sommer-Paralympics 2020, dreimaliger Gewinner der Leichtathletik-Weltmeisterschaften und zweimaliger Sieger der Para-Asienspiele.

## Leben
Im Jahre 2008 begann er in seiner Heimatstadt Navoiy, professionell Sport zu treiben. Seit 2009 nimmt er für die usbekische Nationalmannschaft an internationalen Wettkämpfen teil. Er gewann eine Goldmedaille bei den Para-Asienspielen 2014 in Incheon. Bei den Para-Leichtathletik-Weltmeisterschaften 2015 in Doha gewann er die Goldmedaille im Diskuswurf in der Kategorie F37 und die Bronzemedaille im Kugelstoßen.
Bei den Para-Leichtathletik-Weltmeisterschaften 2017 in London gewann er eine Goldmedaille im Diskuswurf und eine Silbermedaille im Kugelstoßen. Bei den Para-Asienspiele 2018 in Jakarta gewann er eine Goldmedaille. Bei den Para-Leichtathletik-Weltmeisterschaften 2019 in Dubai gewann er die Goldmedaille im Kugelstoßen mit dem Ergebnis von 17,32 m und stellte in dieser Disziplin einen Weltrekord für die Kategorie F37 auf.
Im Jahre 2021, bei den Sommer-Paralympics 2020 in Tokio gewann er die Goldmedaille im Kugelstoßen mit 16,13 Metern in der Kategorie F35 und wurde damit zweifacher Paralympics-Sieger. In demselben Jahr wurde er als Verdienter Sportler der Republik Usbekistan ausgezeichnet.